# Mitsubishi Pajero

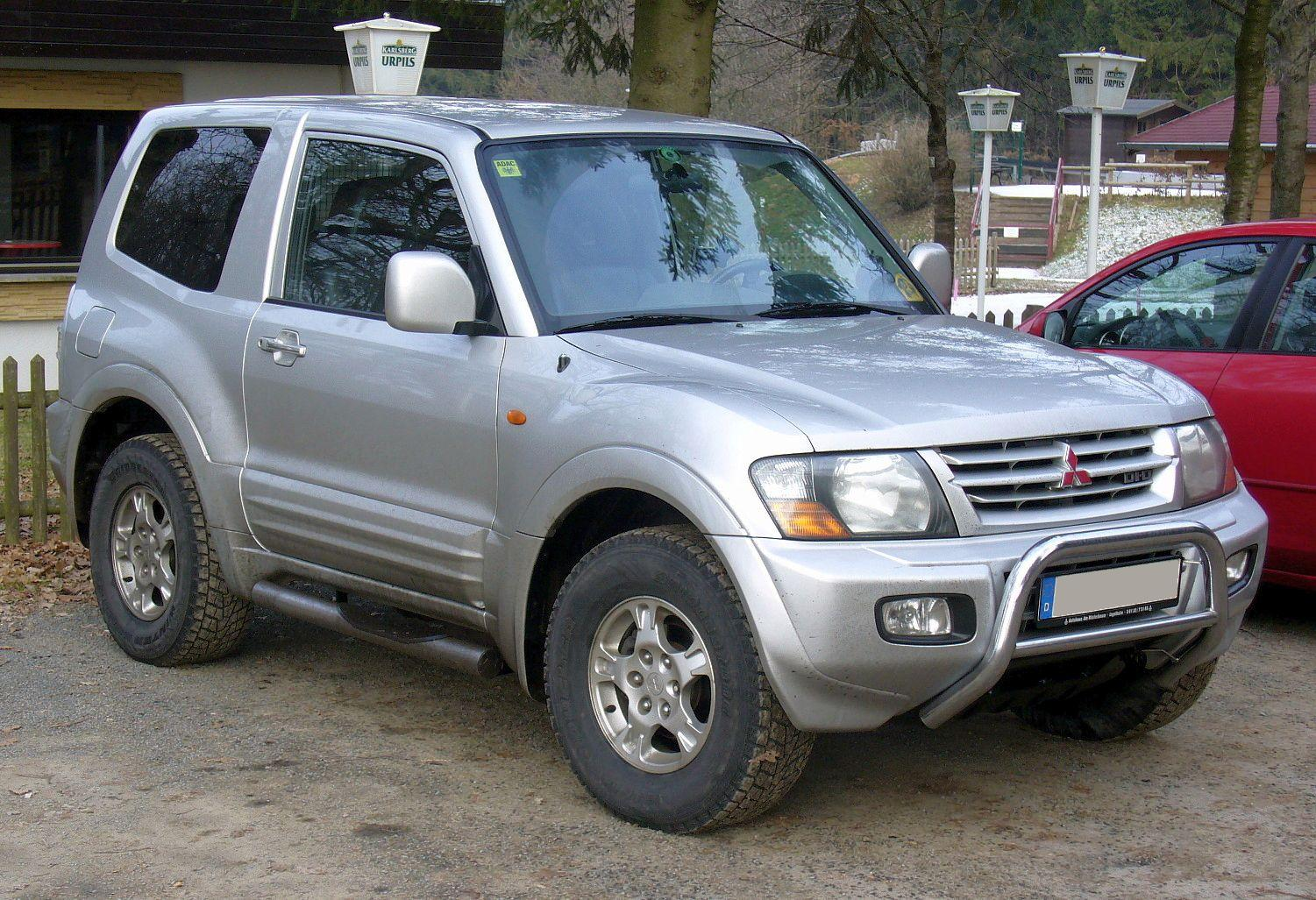
Mitsubishi Pajero

Mitsubishi Pajero (パジェロ? japoneză: [pad͡ʑeɾo]; engleză /pəˈhɛroʊ/; spaniolă: [paˈxeɾo]) (cunoscut și ca Mitsubishi Shōgun, denumit Mitsubishi Montero, în țările vorbitoare de spaniolă plus SUA, din cauza faptului că pajero în spaniolă înseamnă onanist și Shogun în Marea Britanie) este un automobil tot-teren produs de fabricantul japonez Mitsubishi. Modelul a fost prezentat la Salonul din Tokio în 1982. Există patru generații de Mitsubishi Pajero, lansate în 1982, 1991, 1999 și 2006. Pajero este primul tot-teren japonez care are suspensie pe spate independentă și motor Diesel.